# سارمینتوسور
سارمینتوسور (نام علمی: Sarmientosaurus) نام یک سرده از تایتاناسور است.
این دایناسور گیاه‌خوار در دوره زمین‌شناسی کرتاسه پسین حدود ۹۵ میلیون سال پیش در مناطقی که در حال حاضر آمریکای جنوبی نامیده می‌شود و به طور خاص آرژانتین می‌زیست.